# ISO 3166-2:NU

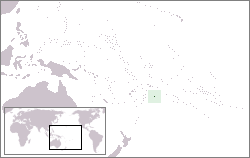
Localización de Niue en un mapa de Oceanía.

ISO 3166-2:NU es la entrada correspondiente a Niue en la ISO 3166-2, parte de la norma ISO 3166 publicada por la Organización Internacional de Normalización (ISO), que establece códigos para los nombres de las subdivisiones principales (por ejemplo, provincias o estados) de todos los países codificados en la ISO 3166-1.
Actualmente no hay códigos ISO 3166-2 definidos en la entrada de Niue, dado que el territorio no posee subdivisiones definidas.
Niue tiene asignado oficialmente el código NU en la ISO 3166-1 alfa-2.